# La Perricholi
María Micaela Villegas y Hurtado de Mendoza, meglio nota come Micaela Villegas o La Perricholi (/la perriˈtʃoli/; Lima, 28 settembre 1748 – Lima, 16 maggio 1819), è stata un'attrice teatrale, cantante e ballerina peruviana.

## Biografia
Nacque nel 1748 nella famiglia di Joseph Villegas y Arancibia, originario di Arequipa, e di María Teresa Hurtado de Mendoza y de la Cueva, di Lima. Nonostante le modeste condizioni di vita, Micaela Villegas imparò a leggere e a scrivere e si appassionò fin da giovanissima alle opere di Lope de Vega e Calderón de la Barca, al canto, alla danza e al teatro, per quanto questo fosse ritenuto all'epoca sconveniente per una donna.
Debuttò al Coliseo de Comedias del noto impresario Maza, e prima di compiere i 20 anni era già un'attrice famosissima. In quest'epoca conobbe il sessantenne viceré del Perù Manuel de Amat y Junient, con il quale avviò una relazione che destò enorme scandalo e dalla quale nel 1769 nacque il figlio Manuel.
Al termine del suo mandato in Perù, nel 1776, Amat rientrò in Spagna lasciando all'amante una ricca pensione e varie proprietà. Micaela Villegas abbandonò le scene nel 1788 e rilevò il Coliseo de Comedias insieme a Vicente Fermín de Echarri, con cui si sarebbe sposata nel 1795 e del quale rimase vedova tredici anni più tardi.
Nell'ultima fase della vita si dedicò ad opere di carità. Morì nel 1819, all'età di 70 anni.

## Il soprannome
L'origine del soprannome con cui Michaela Villegas è passata alla storia, La Perricholi, non è chiara. Secondo alcune interpretazioni deriverebbe da vezzeggiativi usati nei suoi confronti dal viceré (peti-xol, o petit-choli); secondo altre, sarebbe al contrario una storpiatura dell'offensivo perra chola, e si sarebbe diffuso negli ambienti dell'alta società di Lima che non vedeva di buon occhio l'attrice.

## Nella cultura di massa
Numerose sono le produzioni culturali ispirate alla figura di Micaela Villegas. Tra queste la commedia di Prosper Mérimée Le Carrosse du Saint-Sacrement (1830), l'operetta di Jacques Offenbach La Périchole (1868), il film di Jean Renoir La carrozza d'oro (1952). Lo scrittore peruviano Alonso Cueto ne ha pubblicato una biografia sotto forma di romanzo: La Perricholi, reina de Lima (2019)